# Franz Wiesenthal
Franz Wiesenthal (Kistapolcsány, 1856. május 25. – Bécs, 1938) magyarországi születésű festőművész. Egyes források magyar festőként határozzák meg.

## Életpályája
Stuttgartban és a Bécsi Képzőművészeti Akadémián (1876. szeptember  - 1883. július) tanult Christian Griepenkerlnél. A bécsi Josefstadtban működött. Portrék és történelmi jelenetek festőjeként vált ismertté. Több műve neves aukciókon is feltűnt az utóbbi időben.

## Családja
Feleségétől, Rosa Ratkovsky zongoraművésznőtől  született hét gyermeke közül a legidősebb, Grete Wiesenthal (1885–1970) táncos, koreográfus és zenepedagógus 1914-ben a keringő nagyköveteként vált ismertté. Grete után született gyermekei:  Elsa (1887), Gertrud (1890), Hilde (1891), Berta (1892), Franz (1894) és Marta (1902).
A házaspár németországi, magyarországi, olaszországi és más országokbeli felmenőktől származott, mindketten római katolikusok voltak.

## Képgaléria

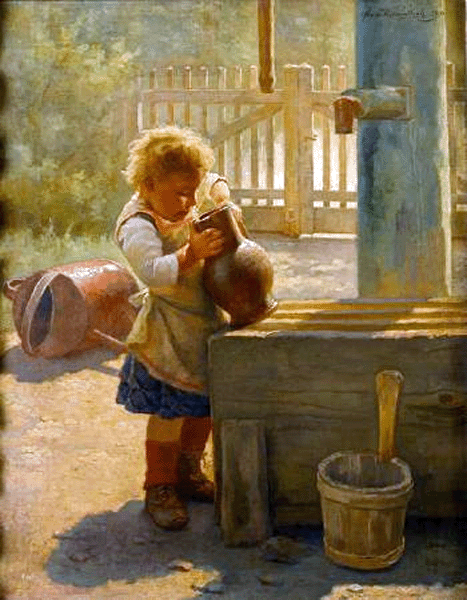
Vízöntés
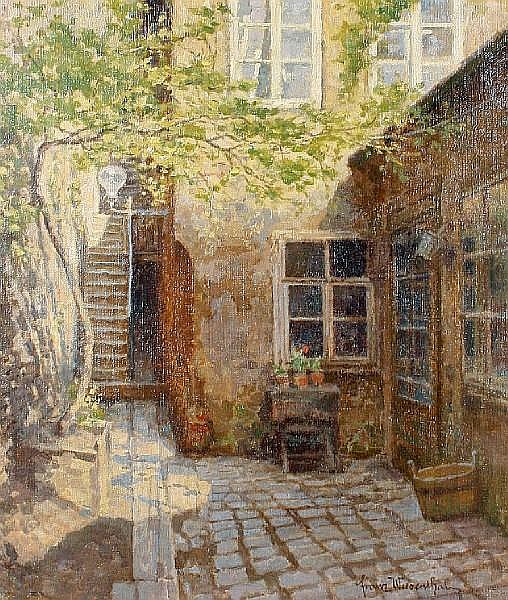
Napos udvar
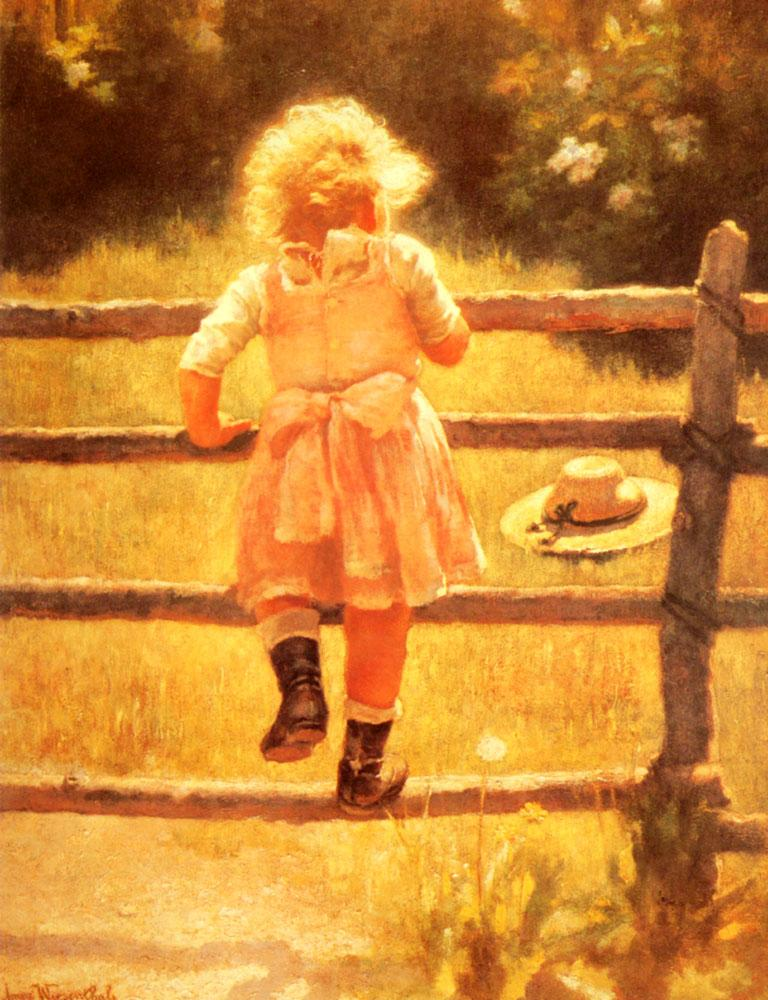
A szalmakalap
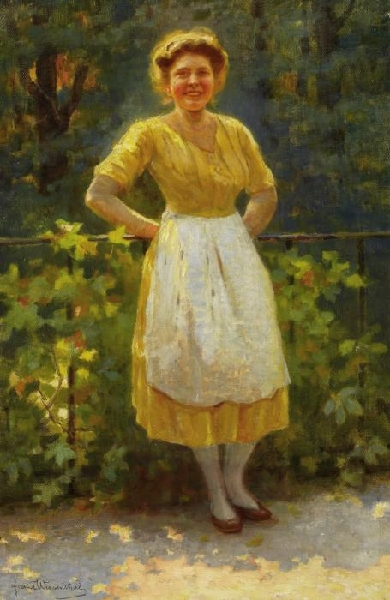
Fiatalasszony napfényes erdei tájban
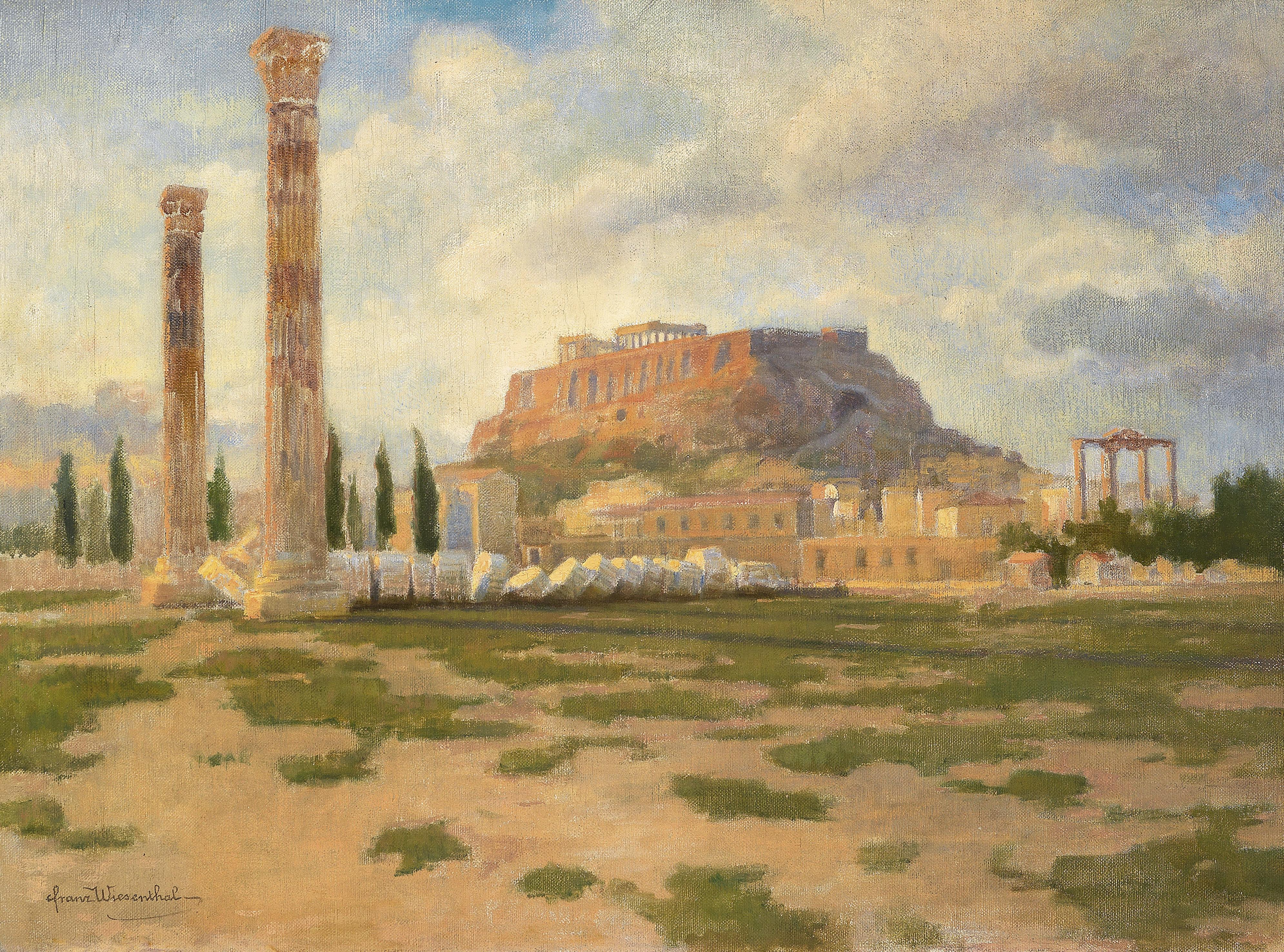
Tájkép templommal